# باريس هاميلتون
باريس هاميلتون (بالإنجليزية: Paris Hamilton)‏ هو لاعب كرة قدم أمريكية أمريكي، ولد في 26 يوليو 1981.